# 山﨑透
山﨑 透（やまさき とおる）は、日本のイラストレーター。長崎県出身、福岡県在住。
2005年、第7回エンターブレインえんため大賞イラスト部門優秀賞を受賞。
イラストレーターとして活動を始める以前は、日本一ソフトウェアのドッターであったが、イラストレーターを目指し退社。その後、上述の「エンターブレインえんため大賞」イラスト部門にて優秀賞を受賞。その作品を編集に見出された事が縁で、『人類は衰退しました』の挿絵でデビュー。以後、ライトノベルの挿絵を中心に活動している。
ペン入れをしない鉛筆描きのタッチで、巻き毛のキャラクターが特徴的なイラストを描く。

## 作品リスト
- 人類は衰退しました（旧版6巻まで）（小学館ガガガ文庫、著：田中ロミオ）
- うさぎさん惑星。（スクウェア・エニックス『ガンガンONLINE』連載、著：日日日）
- プリンセス・ストーリーズ　シンデレラ　美女と野獣（角川書店角川つばさ文庫、著：久美沙織、原作：グリム兄弟、シャルル・ペロー、ボーモン夫人）
- 約束の方舟（早川書房 ハヤカワ文庫JA、著：瀬尾つかさ）